# 피데나이
피데나이 (고대 그리스어: Φιδῆναι, Fidenae)는 이탈리아반도 라티움 지역에 위치한 고대 도시로, 로마에서 북쪽으로 살라리아 가도를 따라 약 8km 떨어진 지점에 위치해 있었다. 에트루리아인이 세운 도시로 출발하였다가 로마 공화정 시기에 정복되어 편입되었다. 피데나이의 시민은 '피데나테스' (Fidenates)라고 불렸다.
테베레강은 에트루리아와 라티움을 구분짓는 경계선이었는데, 피데나이는 테베레강 좌안에 위치해 있었기에 에트루리아 세력이 라티움으로 진출했음을 보여주고 있다. 피데나이시의 요새는 오늘날 빌라스파다 (Villa Spada)라 불리는 곳의 언덕배기에 놓였을 것으로 추정되지만, 첫 정착 당시 지어졌을 주택이나 방어시설의 흔적은 발견되지 않고 있다. 북쪽 방벽 일대에는 로마 이전 시대의 무덤이 자리해 있었다.
후대에 세워진 마을은 큰길의 동쪽 가장자리에 있는 언덕 기슭에 있었다. 1889년에는 이곳에서 세나투스 피데나티움 (Senatus Fidenatium)이 마르쿠스 아우렐리우스에게 헌정하는 비문을 새긴 쿠리아가 출토되었으며, 이 밖에 다른 건물의 유적도 발견되었다.

라티움 지역 내 피데나이의 위치

## 역사

### 로마 왕국과의 갈등
원래는 에트루리아인의 정착지로 로마 왕국의 변방지대에 있었으며 로마와 베이이 (Veii) 간의 각축이 벌어져 번갈아 차지하였다.
전설에 따르면 기원전 8세기 로마의 초대 국왕인 로물루스 통치 시기에 피데나이와 베이엔테가 로마와 전쟁을 벌였다가 패배하였다. 훗날 리비우스가 피데나이를 로마의 식민지로 기록하였는데, 전쟁에서 패배한 뒤로 식민지가 설립되었다는 설이 제기되고 있다.
기원전 7세기 중반 로마 제3대 국왕 툴루스 호스틸리우스 치세에 이르러서도 피데나이와 베이이가 로마에게 패했으며, 기원전 6세기 초 로마 제5대 국왕 타르퀴니우스 프리스쿠스 치세에도 다시 한번 패배했다는 기록이 전해지고 있다.

### 로마 공화국과의 갈등
로마 공화국 초기에 들어서 피데나이는 사비니인 망명자로 구성된 클라우디아 씨족에게 제공될 토지를 위해 많은 영토를 희생하기로 결정하였다. 로마의 마지막 국왕인 루키우스 타르퀴니우스 수페르부스는 로마에서 추방된 후 처음에는 에트루리아인을 끌어들여 왕위를 되찾는 방안을 모색했다. 그러나 클루시움의 라르스 포르센나는 수페르부스의 비양심적인 행동에 불만을 품고, 공화정 측에 화해의 손길을 건넸다.
이후 타르퀴니우스 일가는 라티움을 전복시키려는 행동에 나선다. 루크레티아를 강간하여 왕정 폐지의 원인을 제공한 섹스투스 타르퀴니우스는 사비니족이 로마와의 항전에 나서도록 설득에 나섰다. 이전에 사비니족이 로마 왕국과 맺은 조약은 그 왕조가 추방되었으니 무효화된 것이 아니겠느냐는 논리였다. 몇차례 사소한 전투를 벌여 보았지만 모두 로마가 승리하자, 사비니족 왕가는 이전의 사례들을 참고해 투표를 거쳐 로마시를 침공하기로 결정했다. 이 과정에서 타르퀴니우스는 옛 로마 동맹이었던 피데나이와 카메리아도 정복전에 함께 참전시켰다.
기원전 505년 / 504년 로마는 사비니족과의 결전에서 대승한 데 이어 피데나이에 포위전을 이어갔다. 피데나이는 그로부터 불과 며칠 뒤에 함락되고 말았다. 로마인들은 포로들을 불러모은 뒤 고위 장교의 처형식을 열어 보임으로써 본보기로 삼았다. 당시 처형 방식은 회초리로 후려친 뒤 파스케스 도끼로 참수하는 것이었는데, 이는 로마에서 반역죄를 저지른 자에게 흔히 내려진 처형 방식이었다. 이후 로마는 피데나이를 주둔지로 삼았으며, 그 땅도 대부분 주둔군에게 분배되었다. 먼저 이 지역의 영토를 소유하던 클라우디아 씨족의 경우 전투와 연관이 있었는지에 대해선 언급되지 않으나, 아니에네강 북쪽 땅을 하사받았으며 그 가운데 일부는 피데나이의 영토에 해당했다는 기록이 있다. 피데나이를 무찔렀어야지만 취득이 가능했을 것이므로, 클라우디아 씨족들도 포위전에 나서도록 했다는 의미가 되며, 실제로 주둔군으로서 영향력을 행사했을 가능성도 제기된다.
피데나이는 기원전 435년 로마의 점령 이후 계속해서 로마의 지배를 받게 되었다. 이 시점에서 피데나이는 거의 버려진 도시였다고 당대 작가들은 전하고 있다. 그러나 역참이 위치해 있다는 점에서 어느정도 중요성을 지녔던 것으로 보인다.

### 원형경기장 붕괴 참사
서기 27년, 피데나이의 원형경기장이 무너져 현장에 있던 관람객 5만 명 가운데 최소 2만 명이 사망하고 다수의 부상자가 발생하는 역사상 최악의 경기장 붕괴 참사가 있었다. 당시 원형경기장은 목조로 값싸게 지은 것이었으며 아틸리우스(Atilius)라는 사업가가 건설한 것으로 전해진다.
당시 티베리우스 황제는 검투사 경기 금지령을 내렸는데, 이것이 해제되자 처음으로 치러지는 경기에 수많은 관람객이 몰려들었고, 피데나이 원형경기장에도 많은 인파가 몰리면서 경기장이 붕괴하는 원인으로 작용하였다. 사건 당시 티베리우스는 카프리의 도피처에 안전하게 머물러 있었으나, 붕괴참사의 피해자들을 돕기 위해 급히 피데나이로 달려갔다.
붕괴 사고에 대한 대응으로 로마 원로원은 재산이 40만 세스테르티우스 미만인 자의 검투사 경기 주최를 금지하고, 추후 건설될 모든 원형경기장은 안정된 부지에 건립할 것이며, 안정성의 검사와 인증을 요구할 것이라는 대비책을 발표하였다. 그리고 경기장 건립을 주도한 아틸리우스를 '추방' 조치했다는 기록이 남아 있다.

## 같이 보기
- 로마-에트루리아 전쟁

## 관련 문헌
- Napolitano, Rebecca (2015). 《Failure at Fidenae: Visualization and Analysis of the Largest Structural Disaster in the Roman World》 (BA). Connecticut College. 2021년 1월 10일에 원본 문서에서 보존된 문서.